# Division minière de Vendée
La Division minière de Vendée (1953-1991) était une division de la Compagnie générale des matières atomiques (COGEMA) responsable du cycle du combustible nucléaire d’un ensemble de sites miniers d'extraction d'uranium dans le massif granitique de Mortagne-sur-Sèvre, s'étendant aux départements de Vendée, de Maine-et-Loire, de Loire-Atlantique et des Deux-Sèvres en France. Les anciens sites de la division sont aujourd’hui pris en charge par Areva NC.
C’est en 1950 que commence la prospection de l’uranium dans le massif armoricain. La Division minière de Vendée est créée par le Commissariat à l'énergie atomique (CEA) à Mortagne-sur-Sèvre en 1954 à la suite de la découverte de gisements d’uranium dans la zone granitique qui s’étend de Clisson (Loire-Atlantique) à Parthenay (Deux-Sèvres). 
Les principaux sites miniers de la division sont ceux de l’Écarpière à Gétigné (Loire-Atlantique) et de La Commanderie entre Mauléon (Deux-Sèvres) et Treize-Vents (Vendée).

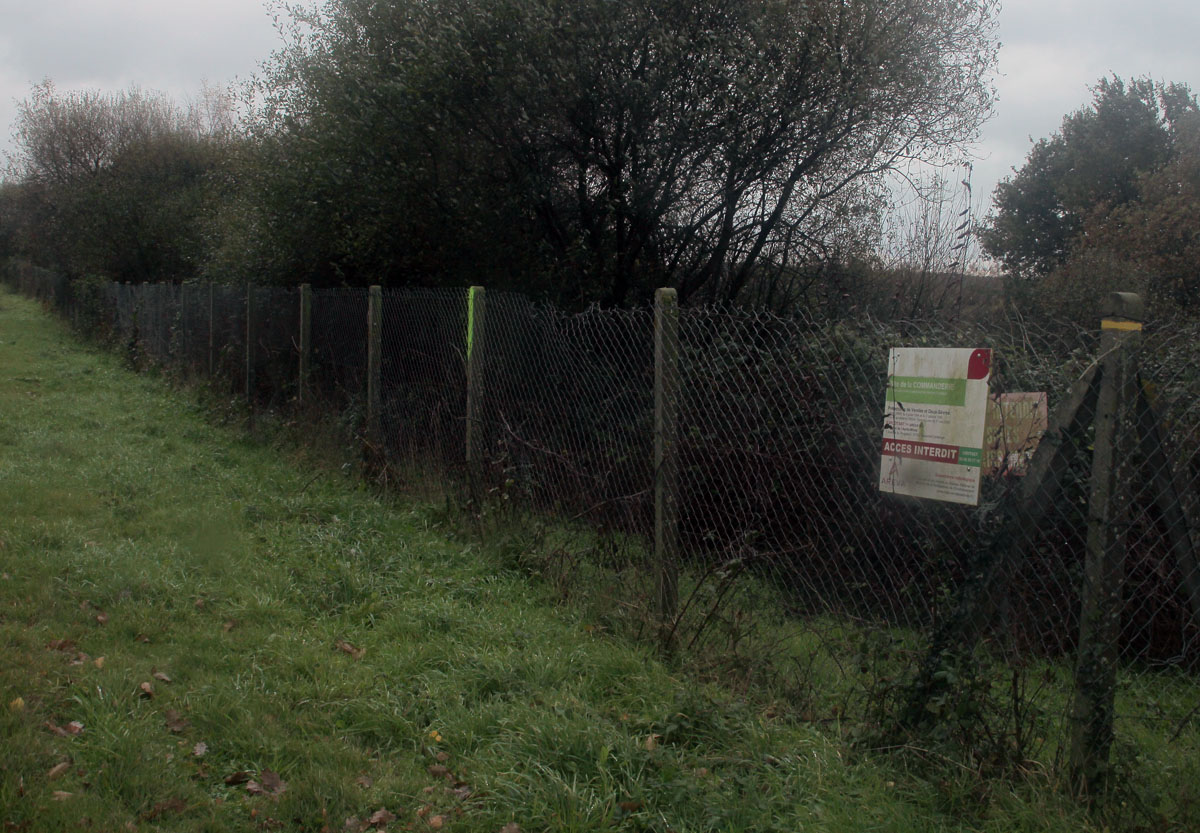
Clôtures entourant l'ancienne mine d'uranium de La Commanderie près de Mauléon (Deux-Sèvres)
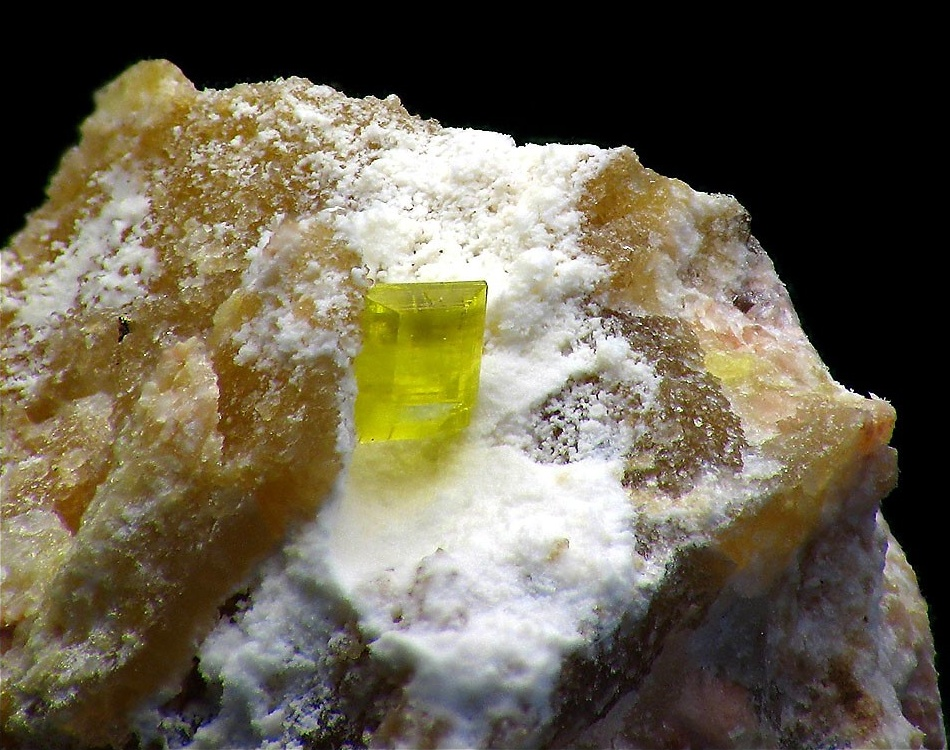
Saléeite uranifère recueillie dans les Deux-Sèvres